# Iseyin
Iseyin è una città della Repubblica Federale della Nigeria appartenente allo stato di Oyo (Nigeria).
È il capoluogo dell'omonima area a governo locale (local government area) che conta una popolazione di 256.926 abitanti.